# بيكتينودون
الپيكتينودون (Pectinodon) هو جنس من الديناصورات الثيروپودية عاش خلال فترة الطباشيري المتأخر منذ 66 مليون سنة.